# Disparomitus congoensis
Disparomitus congoensis is een insect uit de familie van de vlinderhaften (Ascalaphidae), die tot de orde netvleugeligen (Neuroptera) behoort. 
Disparomitus congoensis is voor het eerst wetenschappelijk beschreven door Navás in 1933.